# St Vincent (Schiff, 1910)
Die St Vincent, auch HMS St Vincent, war ein Schlachtschiff (Dreadnought) und Typschiff der gleichnamigen Klasse der britischen Marine, das zwischen 1910 und 1921 in Dienst stand.

## Geschichte
Die St Vincent, benannt nach Flottenadmiral John Jervis, 1. Earl of St. Vincent, wurde am 26. Oktober 1907 in Auftrag gegeben, am selben Tag in Portsmouth auf Kiel gelegt, am 10. September 1908 vom Stapel gelassen und im Mai 1909 fertiggestellt. Einschließlich ihrer Bewaffnung werden ihre Kosten mit 1.721.970 £ angegeben. Am 3. Mai 1910 wurde sie als Flaggschiff unter dem Kommando von Kapitän Douglas Nicholson für den Einsatz in der 1. Division der Home Fleet in Dienst gestellt. Am 24. Juni 1911 nahm die St. Vincent an der Flottenschau anlässlich der Krönung von König George V. in Spithead teil. Im Rahmen der Flottenumstrukturierung vom 1. Mai 1912 wurde die 1. Division zum 1. Schlachtgeschwader der Grand Fleet und die St. Vincent teil dieser neuen Flotte. Das Schiff nahm am 9. Juli anlässlich der Parlamentseröffnung an der Flottenschau in Spithead teil, bevor es Ende des Jahres einer langwierigen Überholung unterzogen wurde. Am 21. April 1914 wurde sie wieder in Dienst gestellt und nahm ihre Rolle als Flaggschiff des zweiten Kommandanten des 1. Schlachtgeschwaders Konteradmiral Hugh Evan-Thomas, wieder auf. Zwischen dem 17. und 20. Juli 1914 nahm die St. Vincent an einer Test-Mobilmachung und Flottenüberprüfung als britische Reaktion auf die Julikrise teil. Nach ihrer Ankunft vor der Isle of Portland am 27. Juli erhielt sie den Befehl, sich zwei Tage später mit dem Rest der Home Fleet nach Scapa Flow zu begeben, um die Flotte vor einem möglichen deutschen Überraschungsangriff zu schützen.

### Erster Weltkrieg
Im August 1914, nach dem Ausbruch des Ersten Weltkriegs, wurde die Home Fleet als Grand Fleet reorganisiert und dem Kommando von Admiral Jellicoe unterstellt. Der größte Teil der Flotte lag kurzzeitig (22. Oktober bis 3. November) in Lough Swilly, Irland, während die Verteidigungsanlagen in Scapa Flow verstärkt wurden. Am Abend des 22. November 1914 unternahm die Grand Fleet einen erfolglosen Vorstoß in die südliche Hälfte der Nordsee, wobei die St. Vincent mit dem Hauptverband zur Unterstützung des 1. Schlachtkreuzergeschwaders von Vizeadmiral David Beatty bereitstand. Am 27. November war die Flotte zurück im Hafen von Scapa Flow.

#### Raid auf Scarborough, Hartlepool und Whitby
Am 14. Dezember hatte Room 40, eine nachrichtendienstliche Abteilung der britischen Admiralität, deutsche Funksprüche entschlüsselt, die Admiral von Ingenohls Plan für einen Angriff auf Scarborough, Hartlepool und Whitby durch Franz von Hippers Aufklärungsgruppe I enthielten. In Unkenntnis der Briten sollte Hipper jedoch durch die Hochseeflotte verstärkt werden. Die Briten stachen am 15. Dezember in See mit der Absicht, die deutschen Schiffe auf ihrer Rückfahrt in einen Hinterhalt zu locken. In den frühen Morgenstunden des 16. Dezember und bei schwerer See kam es zum Gefecht zwischen britischen und deutschen Zerstörern. Doch von Ingenohl befahl seinen Schiffen aus Sorge vor einem massierten Angriff britischer Zerstörer abzudrehen.
Am Abend des 23. Januar 1915 lief der größte Teil der Grand Fleet von Scapa Flow aus, um Beattys Schlachtkreuzer zu unterstützen; sie war jedoch zu weit entfernt, um am folgenden Tag am Gefecht auf der Doggerbank teilnehmen zu können. Vom 7. bis zum 10. März unternahm die Grand Fleet eine Aufklärungsfahrt in der nördlichen Nordsee, bei der sie Übungsmanöver durchführte.
Vom 17. bis 19. Mai und vom 29. bis zum 31. Mai unternahm die Grand Fleet Vorstöße in die zentrale Nordsee, ohne auf deutsche Schiffe zu stoßen. Vom 11. bis zum 14. Juni führte die Flotte erneut Geschütz- und Gefechtsübungen westlich von Shetland durch. Vom 2. bis zum 5. September unternahm die Flotte eine weitere Fahrt in der Nordsee, bei der sie Geschützübungen durchführte und verbrachte den Rest des Monats mit zahlreichen Trainingsübungen. Vom 13. bis zum 15. Oktober unternahm das Schiff zusammen mit dem Großteil der Grand Fleet einen weiteren Einsatz in der Nordsee. Fast drei Wochen später, vom 2. bis zum 5. November, nahm die St. Vincent an einer weiteren Flottenübungsoperation westlich von Orkney teil.
Die Grand Fleet brach am 26. Februar 1916 zu einer Fahrt in die Nordsee auf. Admiral John Jellicoe wollte die Harwich Force einsetzen, um die Helgoländer Bucht zu durchkämmen, aber schlechtes Wetter verhinderte Operationen in der südlichen Nordsee. Daher beschränkte sich die Operation auf das nördliche Ende des Meeres. Am 6. März begann ein weiterer Sucheinsatz, der jedoch am folgenden Tag abgebrochen werden musste, da das Wetter für die begleitenden Zerstörer zu schlecht wurde. In der Nacht zum 25. März verließen die Barham und der Rest der Flotte Scapa Flow, um Admiral Beattys Schlachtkreuzer bei dem Angriff auf den deutschen Zeppelinstützpunkt in Tondern zu unterstützen. Als sich die Grand Fleet am 26. März dem Gebiet näherte, hatten sich die britischen und deutschen Streitkräfte bereits getrennt und ein starker Sturm bedrohte die kleineren Schiffe, so dass die Flotte den Befehl erhielt, zur Basis zurückzukehren. Am 21. April führte die Grand Fleet ein Ablenkungsmanöver vor Horns Riff durch, um der kaiserlich russischen Marine zu ermöglichen, ihre Minenfelder in der Ostsee neu zu verlegen.

#### Skagerrakschlacht

Manöver der britischen (blau) und deutschen (rot) Flotte vom 31. Mai bis 1. Juni 1916

In dem Versuch, einen Teil der Grand Fleet aus ihren Häfen zu locken und zu vernichten, verließ die deutsche Hochseeflotte, bestehend aus 16 Schlachtschiffen, 6 Einheitslinienschiffen und weiteren Schiffen, am frühen Morgen des 31. Mai Wilhelmshaven. Die Flotte fuhr in gemeinsamer Formation mit den fünf Schlachtkreuzern von Vizeadmiral Franz Hipper. Die nachrichtendienstliche Abteilung der britischen Admiralität Room 40 hatte den deutschen Funkverkehr mit den Operationsplänen abgefangen und entschlüsselt. Daraufhin befahl die Admiralität der Grand Fleet, die insgesamt 28 Schlachtschiffe und 9 Schlachtkreuzer umfasste, noch in der Nacht auszulaufen, um die Hochseeflotte abzuschneiden und zu vernichten.
Die St. Vincent, die unter dem Kommando von Kapitän William Fisher stand, war zu diesem Zeitpunkt der 5. Division des ersten Schlachtgeschwaders zugeteilt. Kurz nach 14:20 Uhr teilte Fisher dem Flaggschiff der Grand Fleet, Iron Duke, mit, dass sein Schiff starke Funksignale auf der von der Hochseeflotte genutzten Frequenz verfolgte, die auf die Nähe der Deutschen hindeuteten. Die Entdeckung weiterer Signale wurde um 14:52 Uhr gemeldet. Während der ersten Phase des allgemeinen Gefechts feuerte das Schiff um 18:33 Uhr einige Salven aus seinen Hauptkanonen auf den langsame Fahrt machenden Kreuzer Wiesbaden ab, wobei die Anzahl der Treffer, wenn überhaupt, unbekannt ist. Zwischen 18:40 Uhr und 19:00 Uhr musste das Schiff zweimal vor Torpedos ausweichen. Ab 19:10 Uhr begann die St. Vincent mit dem Beschuss eines Schiffes, das zunächst für ein deutsches Schlachtschiff gehalten wurde, sich aber als der Schlachtkreuzer Moltke herausstellte. Die erste panzerbrechende Granate (APC) war wahrscheinlich ein Querschläger und schlug in den oberen Rumpf über der Brücke ein. Sie zerstörte die Krankenstation und beschädigte die umliegenden Aufbauten und den Rumpf, was zu einer leichten Überflutung führte. Ein Mann im Kommandoturm wurde durch einen Splitter verwundet. Der zweite Treffer durchschlug die hintere Panzerung des hinteren Geschützturmes und löste ein kleines Feuer aus, das von der Besatzung leicht gelöscht werden konnte. Dies war das letzte Mal, dass die St. Vincent ihre Kanonen während der Schlacht abfeuerte.

### Anschließende Aktivitäten
Nach der Schlacht wurde das Schiff dem 4. Schlachtgeschwader zugeteilt. Die Grand Fleet lief am 18. August aus, um die Hochseeflotte auf ihrem Vormarsch in die südliche Nordsee aus dem Hinterhalt anzugreifen, aber eine Reihe von Fehlmeldungen hinderte Jellicoe daran, die deutsche Flotte abzufangen, bevor sie in den Hafen zurückkehrte. Zwei Leichte Kreuzer wurden während der Operation von deutschen U-Booten versenkt, was Jellicoe zu der Entscheidung veranlasste, die größeren Einheiten der Flotte südlich von 55° 30' Nord nicht zu riskieren, da es dort viele deutsche U-Boote und Minen gab. Die Admiralität stimmte dem zu und legte fest, dass die Grand Fleet nicht ausrücken würde, es sei denn, die deutsche Flotte versuchte eine Invasion Großbritanniens oder es bestand die große Möglichkeit, dass sie unter geeigneten Bedingungen zu einem Gefecht gezwungen werden könnte.
Am 22. April 1918 fuhr die Hochseeflotte zum letzten Mal nach Norden, um einen Konvoi nach Norwegen abzufangen, musste aber zwei Tage später umkehren, nachdem der Schlachtkreuzer SMS Moltke einen Motorschaden erlitten hatte. Die Grand Fleet lief am 24. April von Rosyth aus, als die Operation entdeckt wurde, konnte die Deutschen aber nicht mehr einholen. Die St. Vincent lag bei der Kapitulation der deutschen Flotte am 21. November in Rosyth.
Im März 1919 wurde sie in die Reserve versetzt und zu einem Schulschiff für angehende Kanoniere umgerüstet. Die St. Vincent wurde dann im Juni zum Flaggschiff der Reserveflotte und im Dezember als Schulschiff abgelöst, als sie nach Rosyth verlegt wurde. Dort verblieb sie, bis sie im März 1921 von der Marineliste gestrichen und am 1. Dezember 1921 zum Abwracken an Stanlee Shipbreaking & Salvage Co. verkauft wurde.